# Nactus amplus
Nactus amplus — вид геконоподібних ящірок родини геконових (Gekkonidae). Ендемік Папуа Нової Гвінеї. Описаний у 2020 році.

## Поширення і екологія
Nactus amplus мешкають на південному сході Нової Гвінеї, в провінції Мілн-Бей, а також на островах Тагула і Россель в архіпелазі Луїзіада. Голотип походить з острова Россель.